# Canto cardenche
El canto cardenche es un género de la música folclórica de México basado en la composición e interpretación de canciones únicamente interpretadas con la voz, sin instrumentos musicales a manera apoyo rítmico-armónico como sucede con casi todo el resto de la música folclórica mexicana. 
Se realiza tradicionalmente por campesinos de las poblaciones de Sapioriz, Durango, en la Comarca Lagunera aunque parece que el único lugar donde se conserva viva la tradición es en el ejido Sapioriz. Su nombre proviene de una cactácea que al penetrar en la piel es muy dolorosa y que lastima mucho más al intentar extraerla por tener filamentos pequeños que se abren al sacarla; la metáfora se debe a que las canciones cardenches son compuestas e interpretadas con dramatismo y están llenas de melancolía y se refieren mucho a la temática del «mal de amores».

## Características
Las canciones son interpretadas a tres voces (primera, de arrastre o marrana y contralta) a capela. Pueden incluir otras dos voces, que son la quinta y la arrequinta, ambas superiores a la primera. El legado musical cardenche ha sido transmitido de generación y generación desde los años treinta, aproximadamente.
Actualmente este género está en peligro de perderse. En su zona es conocido también como canto de basurero o «canciones de basura», de borrachitos, laboreñas o de cerca, dado que es costumbre de los campesinos improvisar estas canciones al término de su jornada laboral acompañado de la bebida alcohólica local, llamada sotol, al cual ellos se refieren como «la pastillita» pues la beben antes de cantar argumentando que les abre la garganta. 
Existe una variante emparentada con el corrido, llamada tragedia o corrido acardenchado que igualmente es interpretado sin acompañamiento instrumental. 
El estilo de canto cardenche también influyó en otros géneros populares como en el canto de pastorelas, que en el caso de Sapioriz y La Flor de Jimulco, también se interpretaban acardenchados.

## Los Cardencheros de Sapioriz

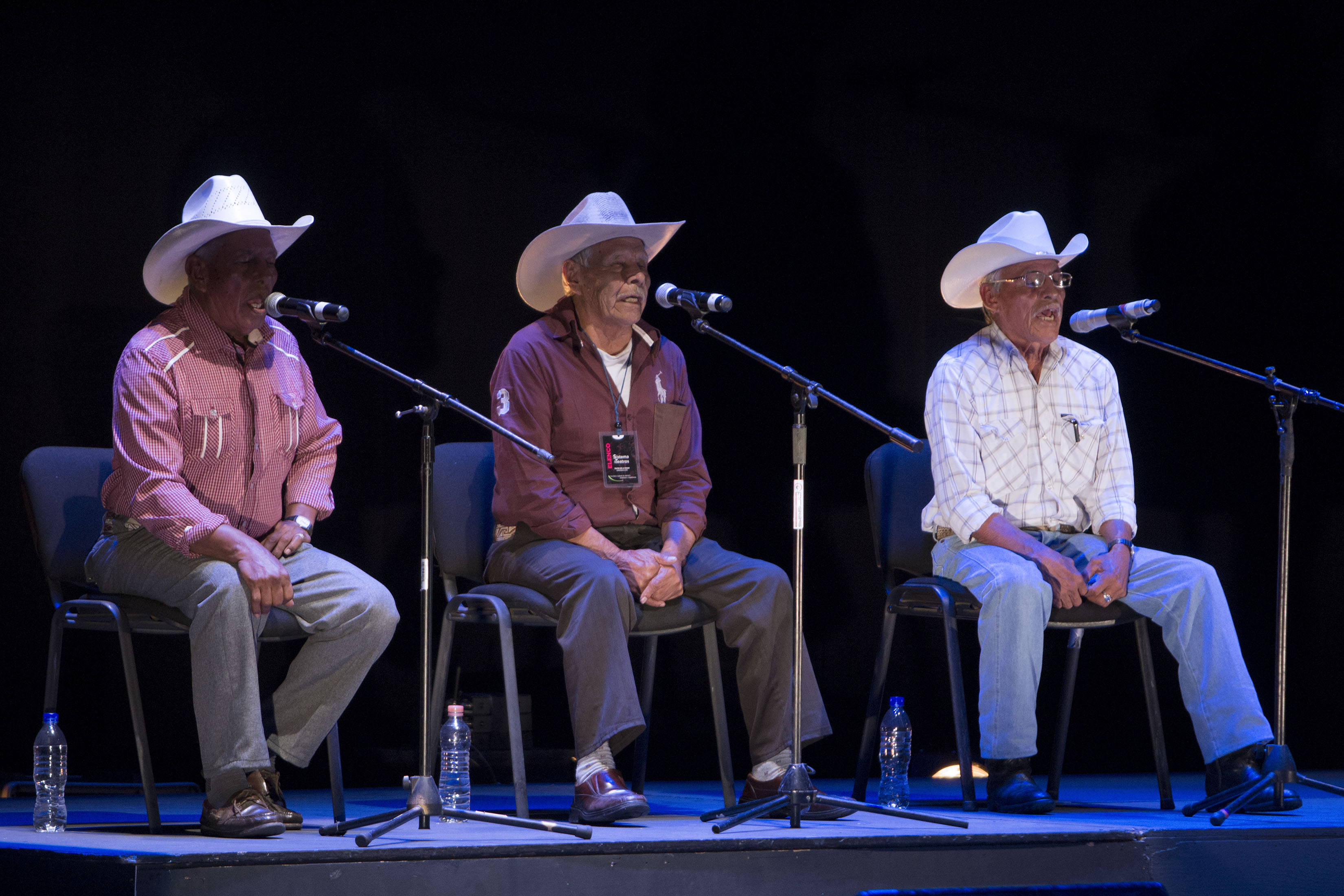
Los Cardencheros de Sapioriz en el Teatro de la Ciudad Esperanza Iris

Actualmente, el único grupo estable de este género son los Cardencheros de Sapioriz, integrado por Guadalupe Salazar, Antonio Valles, Fidel Elizalde y Genaro Chavarría, quienes han grabado un par de discos editados por las instituciones culturales de Coahuila y Durango.
Han tenido oportunidad de presentarse en numerosas ciudades de México, en festivales y conciertos especiales, así como en Washington y Nueva York en Estados Unidos y en París, Francia. En 2008 recibieron el Premio Nacional de Ciencias y Artes en la categoría de Artes y Tradiciones Populares.
El grupo representa la última generación de cardencheros de la región, entre los que también destacaron Juan Sánchez Ponce, Eduardo Elizalde y Pablo García en Sapioriz, así como Francisco Orona, Andrés Adame y Francisco Beltrán en La Flor de Jimulco.

## Otras interpretaciones
La canción cardenche «Yo ya me voy a morir a los desiertos» ha sido interpretada por diversos artistas, como Los Folkloristas y Juan Pablo Villa (en su álbum La gruta de baba). 
«Al pie de un árbol» ha sido interpretada también por Juan Pablo Villa en el citado álbum. El grupo de rock mexicano Jaguares, por su parte incluyó un fragmento de la misma en su tema "El equilibrio (Parte 2)", que forma parte del disco El equilibrio de los jaguares.
Además, con base en la Ciudad de México, dirigido por Juan Pablo Villa, el Coro Acardenchado interpreta en sus presentaciones diversos temas tradicionales del cardenche. La agrupación está integrada por personas -cantantes profesionales y aficionadas- interesadas en preservar y difundir el canto, y tiene un disco con estas piezas, llamado «Aquellos Otros», de 2018.
El músico venezolano Helado Negro retomó los sonidos del canto cardenche en su EP Dormido en la silla, compuesto como parte del proyecto "Norte Sonoro", organizado por el colectivo Nrmal en la ciudad de Monterrey en 2011. Al respecto, comenta: "Pienso que el Canto Cardenche viene de una emoción innata en todos los humanos. Es como llorar, su canto no está basado en ningún tipo de historia, sino en una emoción pura."

## Discografía
- Tradiciones musicales de La Laguna. La canción cardenche. (Fonoteca del INAH, n.º 20. INAH / Ediciones Pentagrama, 1978) -LP y CD
- La canción cardenche (Culturas Populares / INAH / Cenzontle / Ediciones Pentagrama, 1992) - Casete
- El canto cardenche. Cardenchas y tragedias de la Flor de Jimulco. (Proyecto PACMYC de Héctor Lozano Chavarría, 2001) - CD
- Canción cardenche (Icocult / Conaculta / Ediciones Pentagrama, 2004) - CD
- La canción cardenche. Tradición musical de La Laguna. (Conaculta / ICED / Unidad Regional de Culturas Populares de Durango, 2012) - 3 CD
- Un amor pendiente (Ropeadope Sur, 2015) - CD y streaming
- Aquellos Otros, del Coro Acardenchado (Independiente, 2018) - CD y streaming

## Estudios
- Lozano Chavarría, Héctor. “Polifonía de la región lagunera: polifonía religiosa y el canto cardenche”, tesis de licenciatura en Etnomusicología, ENM-UNAM, México, 2002.
- Rojas Ruiz, Minerva. "El canto cardenche: sus modos culturales de producción", tesis de licenciatura en Estudios Latinoamericanos, FFyL-UNAM, México, 2008.
- Romero García, Nadia. "Cenzontles del Nazas : la canción cardenche en el Ejido de Sapioríz, Durango : un depósito de la memoria colectiva, 1940-1960". Tesis en Antropología, FFyL-UNAM, México, 2009.
- Mena Rentería, José María. “Don Juan Sánchez Ponce, el último de los ‘cardencheros’”, en periódico La Opinión. Torreón, 9 de febrero de 1999.
- Palomares González, Óscar Adrián. "Música para Despertar Alacranes: Repertorio Completo de los Cardencheros de Sapioriz". Fundación Guadalupe y Pereyra-IMAC Durango. México, 2011. (DVD)

## Enlaces
- Sitio del Ayuntamiento de Torreón, Coahuila con información y catálogo de la canción cardenche
- Catálogo musical del INAH
- Canto cardenche hoy
- Documental sobre el canto cardenche en Youtube